# جنس في الفضاء

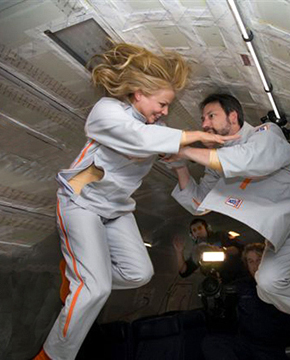
فانّا بونتا تحوم في انعدام الجاذبية مع زوجها على متن طائرة G-Force One التابعة لشركة Zero G Corp. أثناء تصوير فيلم The Universe الوثائقي للبدلة 2.

الجنس في الفضاء هو نشاط جنسي بشري في انعدام الوزن في الفضاء الخارجي. إنه يمثل صعوبات لأداء معظم الأنشطة الجنسية بسبب قانون نيوتن الثالث. وفقًا للقانون، إذا بقي الزوجان مرتبطين، فإن حركاتهم ستواجه بعضها البعض. وبالتالي، فإن أفعالهم لن تغير من سرعتها ما لم تتأثر بجسم آخر غير مرفق. قد تحدث بعض الصعوبة بسبب الانجراف إلى أشياء أخرى. إذا كان للزوجين سرعة مجتمعة بالنسبة للكائنات الأخرى، فقد يحدث تصادم. كانت هناك اقتراحات بأن الحمل في بيئات خارج الأرض يمكن أن يكون مشكلة.
اعتبارًا من 2009 مع قيام ناسا بالتخطيط لبعثات طويلة الأجل للمستوطنات القمرية بهدف استكشاف واستعمار الفضاء، أخذ الموضوع في مكان محترم في علوم الحياة. خلص العالم ستيفن هوكينج علنا في عام 2006 إلى أن بقاء الإنسان نفسه سوف يعتمد على مواجهة بنجاح مع بيئات الفضاء القصوى.

## القضايا الفسيولوجية
وقد لوحظت العديد من التغيرات الفسيولوجية خلال رحلات الفضاء، والتي قد يؤثر الكثير منها على الجنس والإنجاب. قد تكون هذه الآثار نتيجة لعوامل تشمل تغييرات الجاذبية أو الإشعاع أو الضوضاء أو الاهتزاز أو العزلة أو إيقاعات الساعة البيولوجية المتعطلة أو الإجهاد أو مزيج من هذه العوامل.

### الجاذبية والجاذبية الصغرى
القضية الأساسية التي يجب مراعاتها في التكاثر خارج الأرض هي عدم وجود تسارع الجاذبية. تطورت الحياة على الأرض، وبالتالي العمليات التناسلية والجينية لجميع الأنواع الموجودة وأسلافها، تحت تأثير ثابت لحقل الجاذبية للأرض الذي يبلغ 1 غرام . لا بد من دراسة كيفية تأثير البيئة الفضائية على المراحل الحرجة من تكاثر الثدييات وتطورها، وكذلك الأحداث المحيطة بالتخصيب، وكون الأجنة، والحمل، والولادة، ونضوج ما بعد الولادة، ورعاية الوالدين. تؤثر الجاذبية على جميع جوانب تطور الفقاريات، بما في ذلك بنية الخلية ووظيفتها، وتطوير نظام الجهاز، وحتى السلوك. نظرًا لأن الجاذبية تنظم التعبير الجيني للثدييات، فهناك تأثيرات كبيرة على الإنجاب الناجح في بيئة خارج كوكب الأرض.
تشمل الدراسات التي أجريت على تكاثر الثدييات في الجاذبية الصغرى تجارب على الفئران. على الرغم من تطور الجنين بشكل صحيح بمجرد تعرضه لخطورة طبيعية، فإن الفئران التي نشأت في الجاذبية الصغرى تفتقر إلى القدرة على تصحيح نفسها. فحصت دراسة أخرى تسميد جنين الفأر في الجاذبية الصغرى. على الرغم من أن كلا المجموعتين أسفرت عن زرع الفئران السليمة ذات مرة في الثقل الطبيعي، إلا أن المؤلفين لاحظوا أن معدل الإخصاب كان أقل بالنسبة للأجنة المخصبة في الجاذبية الصغرى مقارنة بتلك الموجودة في الجاذبية العادية. حاليا لم تتطور الفئران أو الفئران في الجاذبية الصغرى طوال دورة النمو.

### تو سيت
تو سيت (بالتناوب 2 بدلة أو twosuit) هو الملابس المصممة لتسهيل ممارسة الجنس منخفض الجهد في بيئات انعدام الوزن مثل الفضاء الخارجي، أو على الكواكب مع خطورة منخفضة. كانت ملابس الطيران، التي اخترعها الروائي الأمريكي فانا بونتا،  واحدة من مواضيع الجنس في الفضاء ، وهو فيلم وثائقي تليفزيوني لقناة التاريخ التلفزيونية لعام 2008 حول الآثار البيولوجية والعاطفية للهجرة البشرية والتكاثر خارج الأرض. أثارت الدعوى 2 مناقشات دولية في الأخبار والمناقشات السياسية باعتبارها استعارة للاستعمار البشري للفضاء.

## محاولات مخططة
في فبراير 2013، أعلنت مؤسسة إنسبيريشن مارس التابعة لدينيس تيتو أنها ستقوم بإرسال طاقم يتكون من شخصين - رجل وامرأة - في مهمة طيران ذهاب وعودة تستغرق 501 يومًا إلى المريخ والعودة. [بحاجة لمصدر] أكدت جين بوينتر أهمية الارتباط العاطفي المستقر الموجود مسبقًا بين أعضاء الزوجين. استشهدت بتجربتها الخاصة باعتبارها عضوًا في طاقم بيوسفير 2 مع زوجها تابر ماك كالوم، وهو المسؤول التقني الأول في مؤسسة إلهام المريخ
في يونيو 2015، أعلنت بورن هاب عن خططها لإنتاج أول فيلم إباحي في الفضاء. أطلقت حملة تمويل جماعي لتمويل هذا الجهد المسمى "Sexploration"، بهدف جمع 3.4 مليون دولار في 60 يومًا. تلقت الحملة فقط تعهدات بمبلغ 236 086 دولارًا. إذا تم تمويله، كان من المقرر أن يصدر الفيلم لعام 2016، بعد ستة أشهر من التدريب لفنانين وطاقم مؤلف من ستة أشخاص. على الرغم من أن الشركة تدعي أنها تجري محادثات مع العديد من شركات الطيران الخاصة، فقد رفضت الشركة تسمية أسماء «خوفًا من أن يؤدي ذلك إلى خطر حدوث تداعيات غير ضرورية» من شركات النقل. ذكرت مقالة Space.com حول الحملة أنه في عام 2008، تلقت فيرجن غالاكتيك ورفضت عرضًا بقيمة مليون دولار من طرف لم يكشف عنه لتصوير فيلم جنسي على متن سبيس شيب تو
بعد قليل من المساحة الفعلية، قامت شركة الإنتاج الترفيهي للبالغين مجموعة وسائل الإعلام الخاصة بتصوير فيلم يسمى تجربة Uranus: الجزء الثاني، حيث تم إنجاز مشهد جاذبية صفري فعلي من خلال نقل طائرة على ارتفاع 11,000 feet (3350 meters) القيام بالغوص حاد. كانت عملية التصوير صعبة بشكل خاص من الناحية الفنية واللوجستية. قيود الميزانية المسموح بها لمدة 20-second واحدة فقط، والتي تضم الممثلين سيلفيا سانت ونيك لانج. يقول بيرث ميلتون، الابن، الرئيس والمدير التنفيذي لمجموعة برايف ميديا جروب، «لا تريد أن تخاف من الطيران، هذا أكيد!» 

## في الثقافة الشعبية
تخيل كاتب الخيال العلمي وعالم المستقبل إسحاق أسيموف، في مقال نشر عام 1973 بعنوان «الجنس في الفضاء»، كيف سيكون شكل الجنس في بيئة الفضاء الخالية من الوزن، متوقعًا بعض فوائد الانخراط في ممارسة الجنس في بيئة من الجاذبية الصغرى.
عندما نشر رائد فضاء أبولو 11 مايكل كولينز سيرته الذاتية Carrying the Fire في عام 1974، نقلت مجلة التايم المعاصرة المقطع التالي: «تخيل مركبة فضائية في المستقبل، مع طاقم مكون من ألف سيدة، قبالة ألفا Centauri ، مع ألفي ثدي من الثدي. وترتعش بسرور ردا على كل حركة انعدام الوزن... وأنا قائد الطائرة، وصباح السبت والوقت للتفتيش، بشكل طبيعي.»  سارع آرثر كلارك بدوره إلى الإشارة في رسالة إلى المحرر بأنه تغلب على كولينز لمعالجة الموضوع في رواية رانديفو مع راما (1973).
في 23 يوليو 2006، عقدت لجنة الجنس في الفضاء في المؤتمر السنوي لمؤسسة الفضاء الحدودي. كان المتحدثون الصحفية العلمية لورا وودمانسي، التي قدمت كتابها «الجنس في الفضاء». جيم لوغان، أول خريج في برنامج جديد لإقامة طب الفضاء الجوي يتم تعيينه من قبل مركز جونسون للفضاء التابع لناسا في هيوستن؛ وفانا بونتا، شاعرة وروائية وممثلة أمريكية كانت قد طارت مؤخرًا دون أي خطورة ووافقت على مقابلة كتاب وودمانسي. قدم المتحدثون عروضًا استكشفت «القضايا البيولوجية والعاطفية والجسدية التي ستواجه الأشخاص الذين ينتقلون [من الأرض] إلى بيئة الفضاء.»  قدم الصحفي العلمي في شبكة إن بي سي آلان بويل تقريراً عن اللجنة، وافتتح نقاشاً عالمياً لموضوع يعتبر من المحرمات سابقاً.
«الجنس في الفضاء» كان عنوان حلقة من المسلسل التلفزيوني الوثائقي لقناة التاريخ The Universe في عام 2008. تم توزيع العرض الموزع عالميًا على اللغات الأجنبية، مما فتح نقاشًا عالميًا حول ما تم تجنبه سابقًا كموضوع محرم. أصبح الجنس في الفضاء موضوع نقاش للبقاء طويل الأجل للجنس البشري، واستعمار الكواكب الأخرى، والأغاني الملهمة، والأسباب الإنسانية لاستكشاف الفضاء.
تظهر فكرة ممارسة الجنس في الفضاء بشكل متكرر في الخيال العلمي. ومن بين الأفلام التي تتضمن مواضيع الجنس الفضائي حاصد القمر و Moving Violations و Supernova و Cube 2: Hypercube . في رواية فضائي ، يخبر باركر Brett عن حلقة من الجنس صفر G التي وقعت خطأ. ويرد وصف أكثر حداثة وربما أكثر واقعية لميكانيكا الجماع المنخفض الجاذبية في «الجنس في الفضاء: الفيديو»، وهي قصة قصيرة واردة في Susie Bright's The American American Erotica 2004 . تستخدم القصة رواد الفضاء المخادعين لوصف التقنيات التي قد يستخدمها البشر للتجميع في الفضاء بدون جهاز خاص. نوقشت الصعوبات التي تطرحها الجاذبية الصغرى على العلاقة الحميمة بين البشر في «وثيقة ناسا الخيالية 12-571-3570» المجهولة في عام 1989، حيث اقترح استخدام حزام مرن ونفق قابل للنفخ كحلول لهذه المشاكل. تم تحديد مهمة التصحيح وغيرها من الوثائق لتكون خدعة.